# Memorial Van Damme 2010
Il Memorial Van Damme 2010 è stato la 34ª edizione dell'omonimo meeting, annuale competizione di atletica leggera ed ha avuto luogo allo Stadio Re Baldovino di Bruxelles, dalle ore 17:25 alle 21:55 UTC+2 del 27 agosto 2010. Il meeting è stato anche la tappa finale che ha così concluso la prima edizione del circuito ufficiale IAAF Diamond League 2010.
La serata si è aperta nel migliore dei modi con una magnifica prova del siepista francese Mahiedine Benabbad che con 8'02.52 ha migliorato il suo miglior tempo in carriera e si è avvicinato moltissimo al record europeo; successivamente una splendida gara di getto del peso ha visto un Reese Hoffa particolarmente pimpante ed in forma, avere la meglio proprio al 6º ed ultimo turno di lanci sul connazionale e migliore al mondo quest'anno, Christian Cantwell, il quale si è però aggiudicato il premio finale.
Inoltre un fantastico lancio del norvegese e plurititolato Andreas Thorkildsen ha fatto rumoreggiare il pubblico, visto che il suo giavellotto ha avvicinato moltissimo la fettuccia dei 90 metri, e con 89.88 m ha vinto la 6ª prova su 7 disputate nel circuito Diamond League.
Ancora meglio ha fatto la croata Blanka Vlašić che, pur fallendo il tentativo a 2.04 m, si è aggiudicata la prova con la misura di 2.00 m e con il bottino pieno (32 punti) ha vinto il diamante del valore approssimativo di 80.000$.

## Programma
Durante il meeting si sono svolte 18 specialità, 10 maschili e 8 femminili: di queste, 8 maschili e 8 femminili hanno avuto validità per la classifica della Diamond League.
| #  | Orario | Specialità             |
| -- | ------ | ---------------------- |
| 1  | 19:10  | Getto del peso         |
| 2  | 19:30  | Salto con l'asta       |
| 3  | 19:35  | 3000 m siepi           |
| 4  | 20:05  | 400 m hs               |
| 5  | 20:20  | Salto triplo           |
| 6  | 20:25  | 400 m                  |
| 7  | 20:40  | Lancio del giavellotto |
| 8  | 20:45  | 100 m                  |
| 9  | 21:10  | 1500 m                 |
| 10 | 21:30  | 800 m                  |

| # | Orario | Specialità       |
| - | ------ | ---------------- |
| 1 | 17:55  | Lancio del disco |
| 2 | 19:15  | Salto triplo     |
| 3 | 19:36  | Salto in alto    |
| 4 | 20:15  | 200 m            |
| 5 | 20:35  | 800 m            |
| 6 | 20:54  | 3000 m siepi     |
| 7 | 21:20  | 100 m hs         |
| 8 | 21:38  | 5000 m           |

     Specialità valide per la Diamond League

## Risultati
Di seguito i primi tre classificati di ogni specialità.

### Uomini
| Specialità             |                     | Prestazione | 2º classificato     | Prestazione | 3º classificato    | Prestazione |
| 100 m                  | Tyson Gay           | 9.79        | Nesta Carter        | 9.85        | Yohan Blake        | 9.91        |
| 400 m                  | Nery Brenes         | 44.92       | Jonathan Borlée     | 45.27       | Allodin Fothergill | 45.44       |
| 800 m                  | David Rudisha       | 1'43.50     | Abubaker Kaki       | 1'43.84     | Boaz Lalang        | 1'44.29     |
| 1500 m                 | Asbel Kiprop        | 3'32.18     | Leonel Manzano      | 3'32.37     | Augustine Choge    | 3'32.88     |
| 400 m hs               | Bershawn Jackson    | 47.85       | David Greene        | 48.26       | Javier Culson      | 48.71       |
| 3000 m siepi           | Mahiedine Benabbad  | 8'02.52     | Paul Kipsiele Koech | 8'07.66     | Roba Gari          | 8'13.15     |
| Salto triplo           | Teddy Tamgho        | 17.52 m     | Alexis Copello      | 17.47 m     | Christian Olsson   | 17.35 m     |
| Salto con l'asta       | Malte Mohr          | 5.85 m      | Renaud Lavillenie   | 5.80 m      | Maksym Mazuryk     | 5.75 m      |
| Getto del peso         | Reese Hoffa         | 22.16 m     | Christian Cantwell  | 21.62 m     | Tomasz Majewski    | 21.44 m     |
| Lancio del giavellotto | Andreas Thorkildsen | 89.88 m     | Tero Pitkämäki      | 83.36 m     | Matthias De Zordo  | 82.39 m     |

     Atleti al primo posto nella classifica di specialità.
     Prestazione che stabilisce il nuovo record del meeting.

### Donne
| Specialità       |                  | Prestazione | 2ª classificata       | Prestazione | 3ª classificata  | Prestazione |
| 200 m            | Allyson Felix    | 22.61       | Shalonda Solomon      | 22.70       | Bianca Knight    | 23.01       |
| 800 m            | Janeth Jepkosgei | 1'58.82     | Mariya Savinova       | 1'59.49     | Caster Semenya   | 1'59.65     |
| 5000 m           | Vivian Cheruiyot | 14'34.13    | Linet Masai           | 14'35.07    | Sentayehu Ejigu  | 14'35.13    |
| 100 m hs         | Priscilla Lopes  | 12.54       | Sally Pearson         | 12.64       | Perdita Felicien | 12.68       |
| 3000 m siepi     | Sofia Assefa     | 9'20.72     | Milcah Chemos Cheywa  | 9'22.34     | Almaz Ayana      | 9'22.51     |
| Salto triplo     | Olga Rypakova    | 14.80 m     | Yargelis Savigne      | 14.56 m     | Olha Saladukha   | 14.38 m     |
| Salto in alto    | Blanka Vlašić    | 2.00 m      | Antonietta Di Martino | 1.98 m      | Emma Green       | 1.98 m      |
| Lancio del disco | Sandra Perković  | 66.93 m     | Yarelis Barrios       | 65.96 m     | Yanfeng Li       | 64.74 m     |

     Atlete al primo posto nella classifica di specialità.
     Prestazione che stabilisce il nuovo record del meeting.